# Akio Kaminaga
 Akio Kaminaga (jap. 神永 昭夫 Kaminaga Akio; ur. 22 grudnia 1936 w Sendai, zm. 21 marca 1993) – japoński judoka. Srebrny medalista olimpijski z Tokio 1964, kategorii open.
Wicemistrz świata w 1958. Uczestnik mistrzostw w 1961 roku.

## Letnie Igrzyska Olimpijskie 1964
| Konkurencja | Eliminacje            | Eliminacje                | Repasaże          | Repasaże           | Finały                       | Finały                | Klas. końcowa |
| Konkurencja | Przeciwnik I          | Przeciwnik II             | Przeciwnik I      | Przeciwnik II      | Półfinał                     | Finał                 | Miejsce       |
| ----------- | --------------------- | ------------------------- | ----------------- | ------------------ | ---------------------------- | --------------------- | ------------- |
| open        | Anton Geesink (NED) P | Alan Petherbridge (GBR) Z | John Ryan (IRL) Z | Thomas Ong (PHI) Z | Theodore Boronovskis (AUS) Z | Anton Geesink (NED) P | 2.            |